# Filip Johnsson
Anders Filip Johnsson, född den 5 februari 1960, är en svensk ingenjör och professor i energiteknik vid institutionen för rymd-, geo- och miljövetenskap vid Chalmers Tekniska Högskola.
Johnsson disputerade 1991 på en avhandling om förbränning med fluidiserad bädd, en teknologi som ger möjligheter att minska miljöpåverkan vid energiproduktion.
I sin forskning studerar han hur man kan minska klimatpåverkan från hela energisystemet, till exempel genom att tillämpa teknik med koldioxidlagring (CCS, Carbon Capture and Storage). 
Johnson vetenskapliga publicering har (2024) enligt Scopus över 13 500 citeringar och ett h-index på 66.
Johnsson invaldes i Kungliga Ingenjörsvetenskapsakademien 2016.